# Peder Thomesen
Peder Thomesen var den første evangeliske biskop eller 'superintendent' i Aalborg Stift i Vendsyssel.